# Testudo graeca nabeulensis
La tartaruga greca della Tunisia o tartaruga greca della Sardegna (Testudo graeca nabeulensis sin. Furculachelys nabeulensis Highfield, 1990) è un rettile appartenente all'ordine delle testuggini.

## Tassonomia
C'è un po' di confusione nella corretta collocazione tassonomica della tartaruga della Tunisia.
A volte è classificata come genere a sé stante con il nome di Furculachelys, oppure come sottospecie appartenente al gruppo delle Testudo graeca con il nome di T.g.nabeulensis.
In terraristica i due termini vengono utilizzati come sinonimi.

### Il genereFurculachelys
Nel 1990 l'erpetologo A.C.Highfield pubblicò uno studio in cui descriveva un nuovo genere, prima di allora incluso tra le testudo, chiamandolo Furculachelys dal latino furcula = forcina e chelys = testuggine.
Highfield distingueva la Furculachelys in base alla differente struttura dell'osso soprapigale che in questo genere si presenta duplice e forcuto come in altri generi nordafricani.
In questo genere incluse due specie:
- Furculachelys nabeulensis (Highfield, 1990)
- Furculachelys whitei (Highfield & Martín, 1989)

Recenti osservazioni hanno rivelato la presenza di una numerosa popolazione di questo genere in Sardegna: gli esemplari presentano la caratteristica ossea peculiare della specie, ma apparentemente non possono essere incluse nelle due specie sopraindicate; pertanto, per una questione pratica, nel testo verranno indicate con il termine Furculachelys 'Sarda'.

### La sottospecieTestudo graeca nabeulensis
Attualmente il genere Forculachelys non viene ritenuto tassonomicamente valido essendo la furcula soprapigale largamente diffusa nelle varie sottospecie di Testudo graeca, in particolar modo tra la T.ibera e T.g.armeniaca (Gmira 1993 a-b, 1995; Pritchard, 1990).
Tassonomicamente la Furculachelys è ascritta come Testudo graeca nabeulensis, da Nabeul una località della Tunisia.

### Morfologia

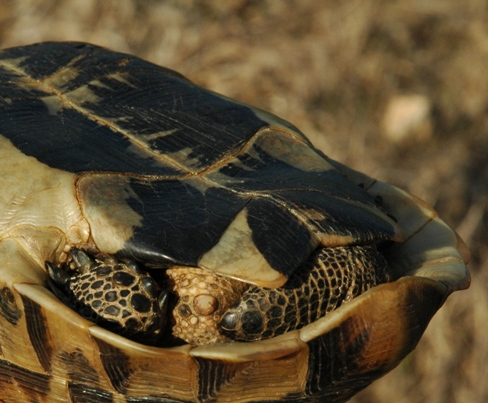
Tubercoli cornei

Molto simile alle altre Testudo graeca, di cui possiede i caratteristici speroni cornei alla base della coda (priva di astuccio corneo apicale) e la placca sopracaudale unica, vengono accettate due sottospecie, il fenotipo sardo ancora non ha avuto una collocazione tessonomica valida.
- Furculachelys nabeulensis: specie di taglia piccola: 13 cm per i maschi e 16 per le femmine. La corazza da forma e colorazione sabbia con macchie nere dai disegni piuttosto variabili. La pelle, anch'essa sabbia e nera, è variabilmente macchiettata sia sulle zampe che sulla testa.
- Furculachelys whitei: il carapace giallo-olivastro ha forma allungata che si allarga posteriormente raggiungendo le dimensioni massime di 30 cm di lunghezza e quasi 5 kg di peso nelle femmine anziane;
- Furculachelys ‘sarda’: popolazione sviluppatasi da esemplari introdotti in epoche remote, presenta caratteristiche molto simili a quelle di Furculachelys nabeulesis anche se le dimensioni della popolazione sarda sono maggiori rispetto a quelle indicate per la specie nordafricana: i maschi raggiungono i 15 cm e le femmine i 18 cm. Trattandosi di una popolazione alloctona le caratteristiche peculiari potrebbero essere state determinate da eventuali ibridazioni con le T. graeca, le T.marginata o con F. whitei; oppure tali caratteristiche potrebbero imputarsi all'effetto del fondatore, ovvero dalla conservazione e lo sviluppo delle peculiarità genetiche dei primi esemplari accentuate dall'isolamento.

## Dimorfismo sessuale

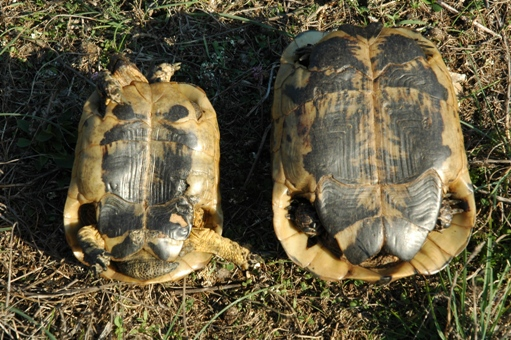
Dimorfismo sessuale in Furculachelys della Sardegna, femmina (destra) maschio (sinistra)

La differenziazione tra individui maschi e femmine si effettua tramite l'esame dei caratteri sessuali secondari.
Il carapace nelle femmine ha una forma a cupola spesso molto pronunciata, nei maschi si presenta più schiacciato e allungato con una svasatura posteriore più pronunciata.
I maschi adulti presentano una concavità nel piastrone per facilitare la monta sul carapace della femmina, il piastrone delle femmine e degli esemplari giovani e subadulti è piatto. I maschi possiedono una coda lunga, robusta e grossa alla base. La femmina ha coda piccola e corta. La distanza dell'apertura cloacale dalla base della coda è maggiore nel maschio. l'angolo formato dagli scuti anali del piastrone è molto maggiore nel maschio; l'altezza degli stessi scuti è però maggiore nella femmina. Lo scuto sopracaudale del maschio è curvo verso il basso, nella femmina è allineato con il resto del carapace.

## Sensi
Le testuggini hanno una vista eccellente: sanno distinguere forme, colori e riconoscono anche persone. Hanno un senso dell'orientamento molto preciso: se vengono spostate qualche centinaio di metri dal territorio al quale sono molto legate ci ritorneranno in breve tempo. Sono molto sensibili alle vibrazioni del suolo anche se non hanno un udito sviluppato. L'odorato invece è ben sviluppato ed ha un ruolo importante nel riconoscimento del cibo e dei sessi. 

## Biologia

### Attività
Le tartarughe greche sono animali ectotermi e nelle prime ore della giornata si crogiolano al sole per innalzare la temperatura corporea ed attivare le funzioni metaboliche. L'esposizione al sole permette di assumere i raggi UVB atti alla sintesi della vitamina D. Raggiunta la temperatura corporea necessaria per l'attivazione degli enzimi atti alla digestione le tartarughe si dedicano alla ricerca del cibo. Con temperature atmosferiche superiori ai 27 °C diventano apatiche e cercano refrigerio scavando piccole buche al riparo della vegetazione bassa o riparandosi in piccoli anfratti. Con la discesa delle temperature si ha la ripresa dell'attività.

### Letargo
Secondo la latitudine le T.g.nabeulensis hanno modalità di letargo differenziate. Nelle zone dal clima più caldo non cadono in letago ma affrontano lungo periodi di estivazione.
Al sopraggiungere dell'inverno smettono di alimentarsi, anche per più di 20 giorni, per poter svuotare completamente l'intestino da residui di cibo.
Diventano sempre più apatiche e nelle giornate più fredde si rifugiano sotto la vegetazione bassa e cadono in un breve letargo. Il risveglio avviene con il rialzarsi delle temperature diurne.
La principale causa di morte, nel caso di esemplari tenuti a svernare per lunghi periodi all'interno di abitazioni da allevatori improvvisati, è proprio la temperatura che si presenta troppo alta per consentire il letargo e troppo bassa per consentire di continuare ad alimentarsi. In queste situazioni, se si vorrà tenerlo attivo, l'esemplare andrà collocato in un terrario riscaldato con un punto caldo sui 28 °C ed un punto fresco e ombreggiato sui 18 °C, con un substrato relativamente asciutto. Essenziale è una lampada UVB specifica per rettili necessaria per la sintesi della vitamina D occorrente per fissare il calcio.

### Accoppiamento

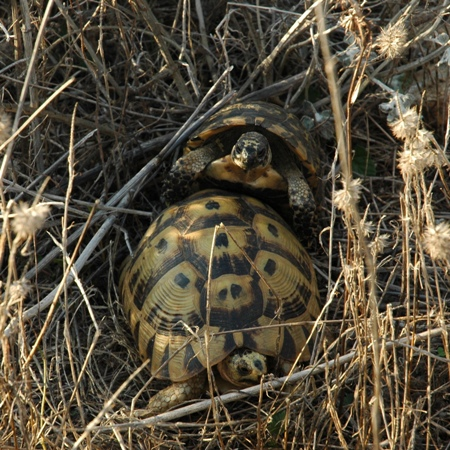
Accoppiamento Furculachelys della Sardegna

Il corteggiamento da parte del maschio avviene generalmente in primavera e autunno con un rituale che prevede inseguimenti, colpi di carapace sul retro della femmina e raramente dei morsi.
Il maschio di T. graeca è molto aggressivo e se ne consiglia la separazione dalla femmina e dagli altri maschi al di fuori dell'accoppiamento. 
Il maschio monta sul dorso della femmina per la copula che avviene con l'estroflessione del pene contenuto nella grossa coda e in questa occasione emette l'unico verso udibile di questi rettili per il resto muti.
La femmina può conservare per 4 anni lo sperma in un apposito organo del tratto genitale.

### Riproduzione
Animali longevi raggiungono la maturità sessuale intorno ai 10 anni. Le Testudo sono ovipare, le deposizioni avvengono in buche scavate dalla femmina nel terreno con le zampe posteriori. Le femmine di T.graeca depongono in più volte un numero variabile di uova, generalmente in proporzione alla taglia dell'esemplare. Il tempo di incubazione, 2 o 3 mesi circa, e il sesso sono in relazione con la temperatura. Con temperatura di incubazione inferiore ai 30,5 °C si avrà una preponderanza di esemplari maschi, con temperatura superiore ai 30,5 °C in maggioranza femmine. Giunto il momento della schiusa, spesso agevolata da una giornata di pioggia, il tartarughino per rompere il guscio si avvale del cosiddetto "dente dell'uovo", un tubercolo corneo posto tra le narici e la mascella superiore destinato a sparire in pochi giorni. La fuoriuscita dall'uovo dura anche 48 ore e in questo arco di tempo viene assorbito totalmente il sacco vitellino.

### Alimentazione
Sono rettili prettamente erbivori. Gli esemplari selvatici vivono in un habitat caratterizzato da lunghi periodi di aridità che li costringe a nutrirsi di erbe secche, in queste condizioni integrano la loro dieta mangiando artropodi o chiocciole, queste ultime utili per l'apporto di calcio del guscio. Saltuariamente non disdegnano escrementi o piccole carogne. Gli esemplari allevati in cattività sono generalmente sovralimentati e non vanno assolutamente nutriti con: carne, latte, formaggi, alimenti per cani e gatti, uova, pane, latte, agrumi, kiwi, lattuga.
Il tarassaco, la cicoria e il radicchio rosso sono alcune delle verdure adatte alla loro alimentazione per l'alto rapporto di calcio rispetto al fosforo e per le fibre in esse contenute. Alti apporti proteici e di fosforo con bassi valori di calcio portano a deformazioni permanenti del carapace e danni agli organi interni.
Evidente segno di una cattiva alimentazione è un carapace con gli scuti appuntiti e scanalti nelle suture, la cosiddetta piramidalizzazione, al contrario un carapace in forma di una levigata semicalotta ovale è segno di una corretta alimentazione.

## Habitat
- Furculachelys whitei: macchia mediterranea e gariga
- Furculachelys nabeulensis: macchia mediterranea e garighe litoranee
- Furculachelys 'Sarda': macchia mediterranea e garighe costiere

L'habitat della T.g.nebeulensis

## Legislazione
Inserita in RED LIST, come tutti i rettili del genere Testudo, la  T. g.nabeulensis è protetta dalla Convenzione di Berna allegato II, inclusa nella Convenzione di Washington, C.I.T.E.S. appendice II dal 01/07/75 e in allegato A (reg (CE) 1332/2005) della Comunità Europea, per cui è assolutamente vietato il prelievo in natura e regolamentato l'allevamento e il commercio degli esemplari in cattività. In Italia i compiti di sorveglianza e di gestione delle norme applicative delle convenzioni internazionali per la tutela delle specie animali sono di competenza del Corpo Forestale dello Stato.